# Filippo Simeoni
Filippo Simeoni é um ex-ciclista profissional italiano que nasceu em Desio, na Província de Monza e Brianza, em Lombardia, a 17 de agosto de 1971.
Os seus grandes sucessos no ciclismo têm sido as duas etapas conseguidas na Volta a Espanha e o Campeonato da Itália de ciclismo de estrada de 2008. Pese a que tem conseguido sucessos de importância, Simeoni é célebre no panorama ciclista devido à polémica mantida com Lance Armstrong.

## Biografia
Estreia como profissional em 1995 na equipa Carrera, comandado por Claudio Chiappucci. Durante os primeiros anos como profissional não conseguiu vitórias, mas destacou em sua faceta de gregário.
A partir de 2000 chegaram nos melhores anos da corrida de Filippo ganhando etapas em provas importantes como o Tour do Luxemburgo ou o Regio-Tour.
No entanto, seus sucessos mais importantes desenvolveram-se na Espanha, com duas vitórias na Volta, nos anos 2001 e 2003, em etapas com final em Cuenca e Collado Villalba, respectivamente. Especialmente importante foi a vitória de Cuenca onde chegou em solitário e decidiu baixar da bicicleta e cruzar a linha de meta a pé, circunstância que começou a forjar a sua fama de ciclista excêntrico. Posteriormente, reconheceu que este ato foi um tributo às vítimas do atentado do 11 de setembro em Nova Iorque, ocorrido escassos dias antes.
Durante 2001 Filippo Simeoni reconheceu ter-se dopado com EPO e outras hormonas, sempre receitadas e baixo o controle médico do italiano Michele Ferrari, casualmente o mesmo médico pessoal que o estadounidense Lance Armstrong. Filippo nunca chegou a acusar publicamente a Armstrong mas semeou a dúvida sobre os triunfos do texano, que lhe acusou de mentiroso e de traidor. Desde esse momento, a inimizade entre ambos foi pública e notória. Se mostrou durante a 18. ª etapa do Tour de France de 2004. O italiano decidiu ir alcançar a fuga boa da jornada e Lance, com a camisola amarela e com seu sexto Tour no bolso saltou depois dele para impossibilitar a sua fuga. Chegaram a contar com uma vantagem de dois minutos, mas rapidamente foram neutralizados.
Anos depois, Benjamin Noval, colega de Armstrong na US Postal naquela época, reconheceu que era uma regra da equipa arruinar qualquer opção de vitória de Simeoni, com a vingança pela suas palavras como único pretexto.
Simeoni foi um dos primeiros ciclistas que reconheceu abertamente que tinha usado substâncias ilegais, e esta circunstância provocou a rejeição de grande parte do pelotão e foi considerado um ciclista afastado, especialmente por seus próprios compatriotas.
Em 2008 converteu-se em campeão de Itália, coisa que lhe animou a seguir em ativo mais uma temporada, para poder vestir a camisola tricolor.

## Palmarés
- 2000
  - 1 etapa do Tour do Luxemburgo
- Regio-Tour, mais uma etapa

- 2001
  - 1 etapa da Volta a Espanha

- 2003
  - 1 etapa da Volta a Espanha

- 2004
  - 1 etapa da Volta à Áustria

- 2005
  - 1 etapa da Volta ao Lago Qinghai

- 2008
- Campeonato da Itália em Estrada

## Resultados em Grandes Voltas e Campeonatos do Mundo
Durante sua corrida desportiva conseguiu os seguintes postos nas Grandes Voltas e nos Campeonatos do Mundo em estrada:
| Corrida            | 1995  | 1996 | 1997 | 1998 | 1999 | 2000  | 2001 | 2002 | 2003  | 2004  | 2005 | 2006 | 2007 | 2008 | 2009 |
| ------------------ | ----- | ---- | ---- | ---- | ---- | ----- | ---- | ---- | ----- | ----- | ---- | ---- | ---- | ---- | ---- |
| Giro d'Italia      | -     | 49.º | Ab.  | -    | 90.º | 104.º | Ab.  | -    | -     | -     | -    | -    | -    | -    | -    |
| Tour de France     | -     | -    | -    | 55.º | -    | -     | -    | -    | -     | 118.º | -    | -    | -    | -    | -    |
| Volta a Espanha    | 118.º | -    | 69.º | -    | Ab.  | -     | 61.º | -    | 118.º | -     | -    | -    | -    | -    | -    |
| Mundial em estrada | -     | -    | -    | -    | -    | -     | -    | -    | -     | -     | -    | -    | -    | -    | -    |

-: Não participa

Ab.: Abandono

## Equipas
- Carrera Jeans (1995-1996)
- Asics-CGA (1997-1998)
- Riso Scotti (1999)
- Amica Chips (2000)
- Cantina Tollo/Acqua & Sapone (2001-2002)
  - Cantina Tollo (2001)
  - Acqua & Sapone (2002)
- Domina Vacanze (2003-2004)
- Naturino-Sapore di Mare/Aurum Hotels
  - Naturino-Sapore di Mare (2005-2006)
  - Aurum Hotels (2007)
- Ceramica Flaminia (2008-2009)